# Недбай Зоя Василівна
Зоя Василівна Недбай (1942—1990) — радянська українська кіноакторка.

## Життєпис
Народ. 2 грудня 1942 р. в Одесі в родині робітника. Закінчила Київський державний інститут театрального мистецтва ім. І. Карпенка-Карого (1965). Була актрисою Київської кіностудії ім. О. П. Довженка.
Була членом Спілки кінематографістів України.
Чоловік — відомий актор Микола Сектименко
Померла 22 березня 1990 р. в Києві.

## Фільмографія
- «Михайло Романов» (Маша)
- «Є і такий острів» (1963, Маріам, «Азербайджанфільм»)
- «Сьогодні і щодня» (1966, Лариса Петрівна)
- «Карантин» (1968, Ліля)
- «Внуки Колумба» (Юдіте)
- «Стара фортеця» (1973)

в епізодах кінокартин:
- «Та, що входить у море» (1965)
- «Два роки над прірвою» (1966)
- «Берег надії» (1967)
- «Гольфстрим» (1968)
- «Мир хатам, війна палацам» (1970)
- «Родина Коцюбинських» (1970)
- «Інспектор карного розшуку» (1971)
- «Будні карного розшуку» (1973)
- «Щовечора після роботи» (1973)
- «Бути людиною» (1973)
- «Прощавайте, фараони!» (1974)
- «Каштанка» (1975)
- «Польоти уві сні та наяву» (1982)
- «За ніччю день іде» (1984)
- «До розслідування приступити» (1987)
- «Війна на західному напрямку» (1990) та ін.